# Dro (Trento)
Dro és un municipi italià, dins de la província de Trento. L'any 2007 tenia 4.030 habitants. Limita amb els municipis d'Arco, Calavino, Cavedine, Drena, Lasino i Lomaso.

## Administració
| Període | Identitat         | Partit        |
| ------- | ----------------- | ------------- |
| 2005-   | Vittorio Fravezzi | Llista cívica |